# Alassane N'Dour
Pour les articles homonymes, voir N'Dour.
Alassane N'Dour est un footballeur sénégalais évoluant au poste de milieu récupérateur. Il est né le 12 décembre 1981 à Dakar (Sénégal). Il mesure 1,85 m et pèse 73 kg.

## Palmarès
- Coupe Gambardella
  - 1997-1998

- Championnat de France D2
  - Champion en 2004

- Finaliste de la Coupe d'Afrique des nations de football 2002
- Quart-de-finaliste de la Coupe du monde 2002

## Carrière de footballeur
- 2001-2002 : AS Saint-Étienne ( France) (D2, 22 matchs, 3 buts).
- 2002-2003 : AS Saint-Étienne ( France) (D2, 18 matchs).
- 2003-2004 : AS Saint-Étienne ( France) (L2, 1 match).
- 2003 2004 : West Bromwich Albion ( Angleterre) (3 matchs).
- 2004-2005 : ES Troyes AC ( France) (L2, 18 matchs, 1 but).
- 2005-2006 : ES Troyes AC ( France) (L1, 0 match, blessé)
- 2006-2007 : ES Troyes AC ( France) (L1).
- 2008-2009 : Walsall ( Angleterre) (League One, 10 matchs, 1 but).
- 2009- : Dóxa Dráma ( Grèce).